# Pajiștile de la Tiur
Pajiștile de la Tiur este o arie protejată (sit de importanță comunitară — SCI) din România, desemnată în scopul protejării biodiversității și menținerii într-o stare de conservare favorabilă a florei spontane și faunei sălbatice, precum și a habitatelor naturale de interes comunitar aflate în arealul zonei de protecție. Aceasta este întinsă pe o suprafață de 376,3 ha, integral pe uscat.

## Localizare
Centrul sitului Pajiștile de la Tiur este situat la coordonatele 46°08′55″N 23°51′12″E / 46.148494°N 23.853292°E. Situl se întinde pe teritoriul administrativ al municipiului Blaj și pe cel al comunei Crăciunelu de Jos din județul Alba.

## Înființare
Situl Pajiștile de la Tiur a fost declarat sit de importanță comunitară (ROSCI0430) în ianuarie 2016 pentru a proteja un număr necunoscut de specii din flora spontană și fauna sălbatică aflate în arealul zonei.

## Biodiversitate
Situată în ecoregiunea continentală, aria protejată conține 3 habitate naturale: Pajiști uscate seminaturale și facies de acoperire cu tufișuri pe substraturi calcaroase (Festuco-Brometalia) (* situri importante pentru orhidee), Pajiști stepice subpanonice, Pajiști aluvionare inundabile, de Cnidion dubii.
La baza desemnării sitului se află un număr nedeclarat de specii protejate.